# スジホシムシ綱
スジホシムシ綱(スジホシムシこう、Sipunculidea)は、星口動物門を構成する2つの綱のうちの1つ。もう1つの綱であるサメハダホシムシ綱では触手が口の背側だけにあるのに対し、スジホシムシ綱の触手は口の周りを円状に囲む。

## 分類
2目4科に分類される。スジホシムシ目は体壁の筋肉のうち、縦筋が分離して束状になるが、フクロホシムシ目では縦筋が分離しないことで識別できる。スジホシムシ目はスジホシムシ科1科のみを含むが、フクロホシムシ目は触手の枝分かれの有無や腎管の数によって3科に分類される。
- スジホシムシ目 Sipunculiformes
  - スジホシムシ科 Sipunculidae
- フクロホシムシ目 Golfingiiformes
  - フクロホシムシ科 Golfingiidae
  - マキガイホシムシ科 Phascolionidae
  - エダホシムシ科 Themistidae

2つの目を置かず、4科すべてを1つの目（Golfingiida）に含めることもある。
なお、2012年に発表された分子系統学に基づく分類体系では、上記の科レベルの分類を大幅に再編している。詳細は各科の記事を参照のこと。